# Hednoize
Hednoize is een Amerikaanse band uit Los Angeles die vooral elektronische muziek maakt.

## Bandleden
- Daniel Lenz
- Brent Daniels

## Discografie
Searching for the End (2000)
1. Loaded Gun
2. Woven
3. Devil's Train
4. Drain
5. Crazy Boy
6. My Machine
7. Army of One
8. Immortal
9. Pay Me No Mind
10. I Am
11. The Road